# Schloss Krumbach
Das Schloss Krumbach befindet sich in der Buckligen Welt auf dem Gemeindegebiet von Krumbach in Niederösterreich.

## Geschichte
Die erste Burg entstand im 13. Jahrhundert als Reaktion auf die Ungarneinfälle am Ende des Frühmittelalters. Bei den Ungarneinfällen in den Jahren 1246 und 1260 wurde sie großteils zerstört. Die Wiedererrichtung weist zum Teil Schlosscharakter auf. 
1394 wurde vom letzten Krumbacher Hans von Krumbach die Herrschaft mit allem Zubehör Pilgrim III. von Puchheim, einem Oheim (Bruder der Mutter) von ihm, und dessen Brüdern vermacht und blieb über 200 Jahre im Besitz der Puchheimer.
1629 kam die Herrschaft in den Besitz des Geschlechtes der Grafen von Pálffy-Erdöd. Bei der Zweiten Türkenbelagerung 1683 wurde Krumbach von den Türken vergeblich belagert.
Nach dem Revolutionsjahr 1848 wurde das Untertänigkeitsverhältnis aufgegeben, somit hatte die „Herrschaft Krumbach“ ihr Ende gefunden. 1875 wurden von der Familie Palffy die Besitzungen an den Wiener Neustädter Rechtsanwalt Anton Riehl verkauft, anschließend kam es öfters zu Eigentümerwechsel.

## Bauwerk
Schloss Krumbach ist eine weithin sichtbare, mächtige, dreieinhalb geschoßige Vierflügelanlage südlich des Marktes Krumbach. Es wurde auf einem Waldhügel über der Talsohle des Zöbernbaches errichtet. Die kleine Kapelle, 1250 den Heiligen Apostel Petrus und Paulus geweiht, dient derzeit als „Hochzeitskapelle“.

## Nutzung
Das Schloss wurde 1993 von der Meta-Hotelgruppe unter Walter Harwalik renoviert und wurde bis Juni 2014 als Hotel und Restaurant genutzt. Dabei wurde nicht nur die bestehende Bausubstanz genutzt, sondern auch zwei Zimmertrakte und ein Seminarraum vorgelagert in den nördlichen Burggraben hineingebaut.
Der Wiener Immobilienunternehmer Erich Podstatny erwarb im Juni 2014 das Schloss Krumbach. Seit 2020 wird es als Privatschule mit Internat betrieben. 

## Bildergalerie

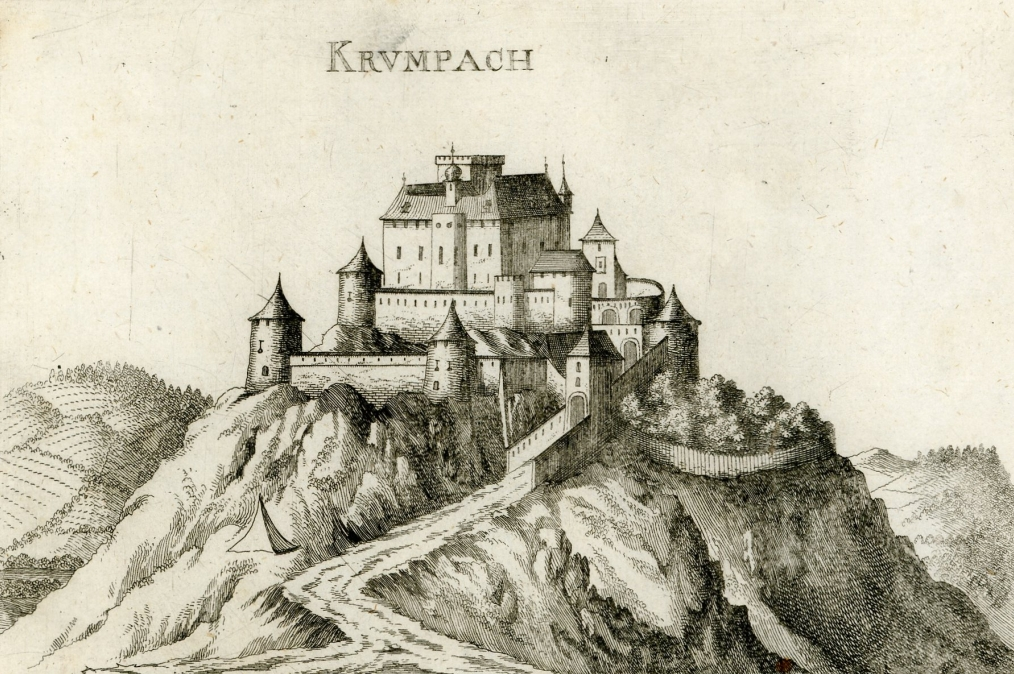
1672 (bei Georg Matthäus Vischer)
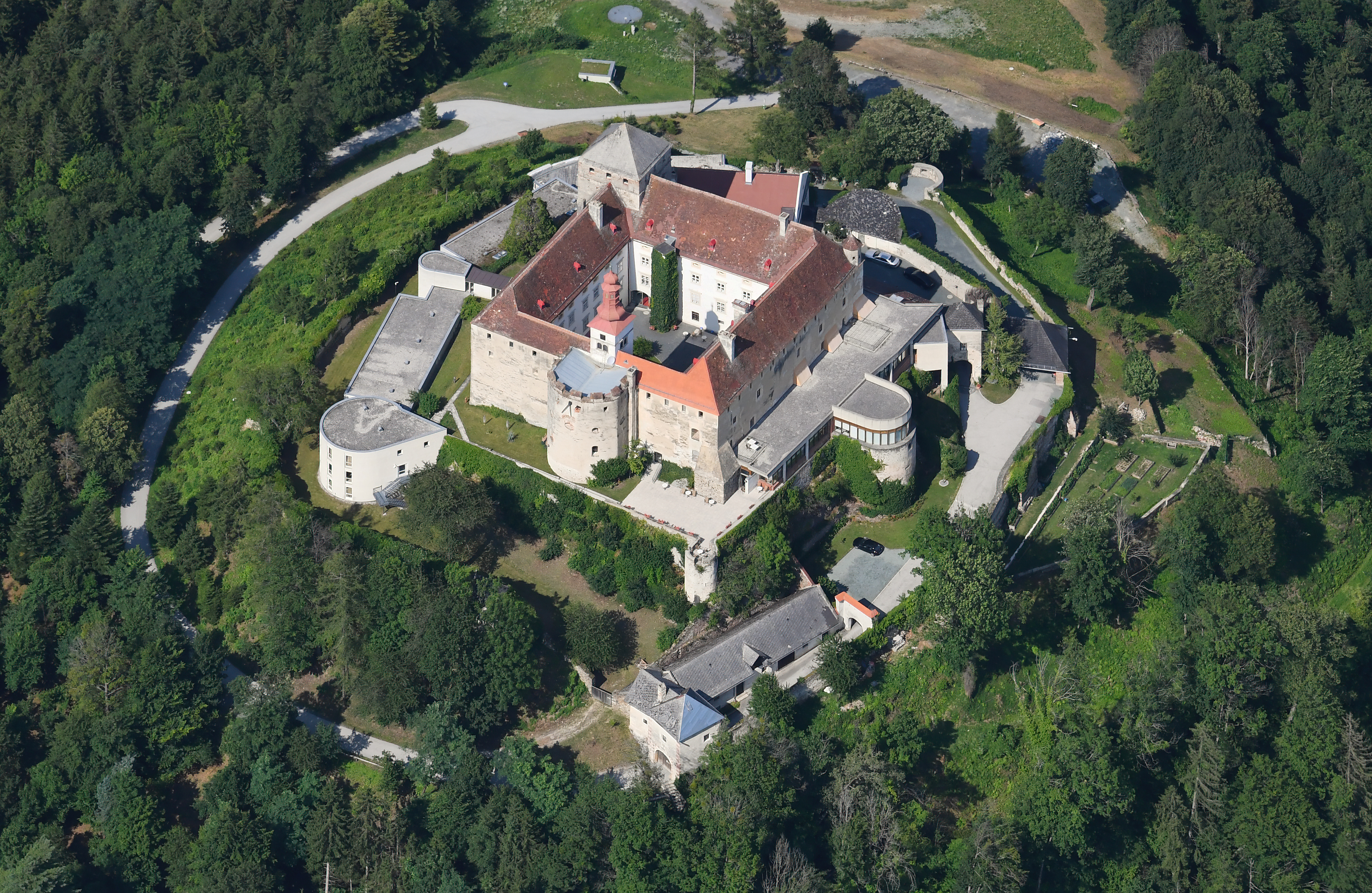
Ansicht aus der Luft von Südwesten
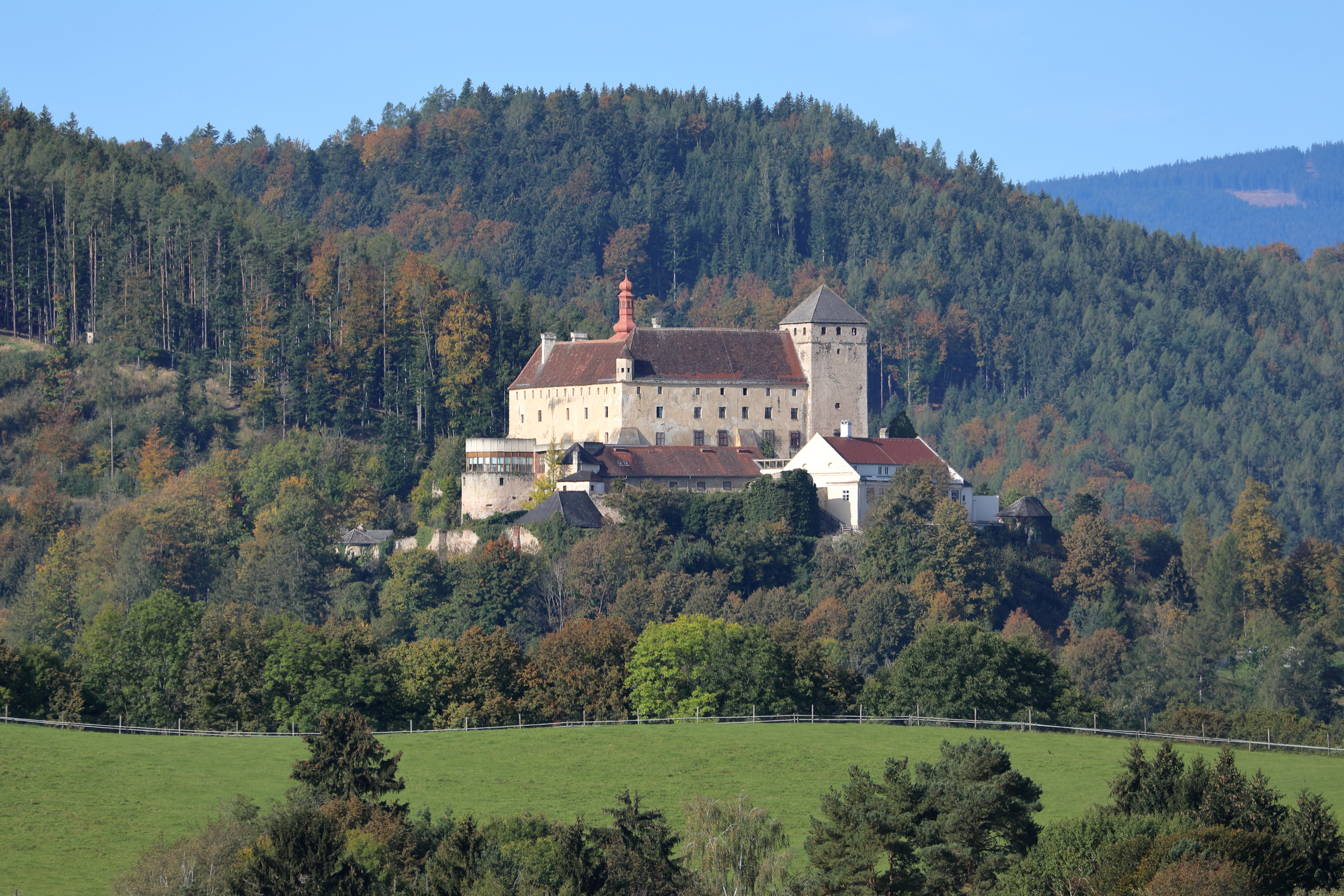
Fernansicht des Schlosses von Osten
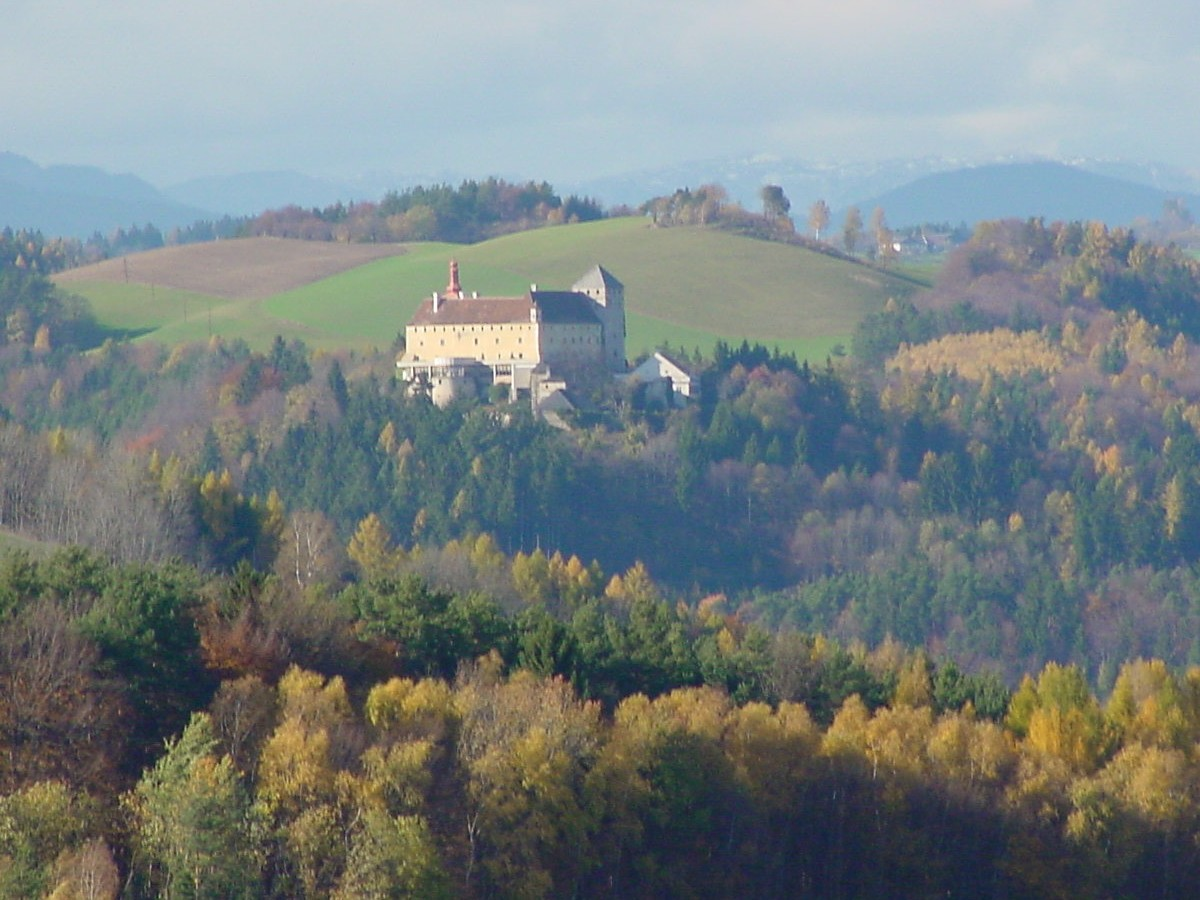
Fernansicht des Schlosses von Südosten
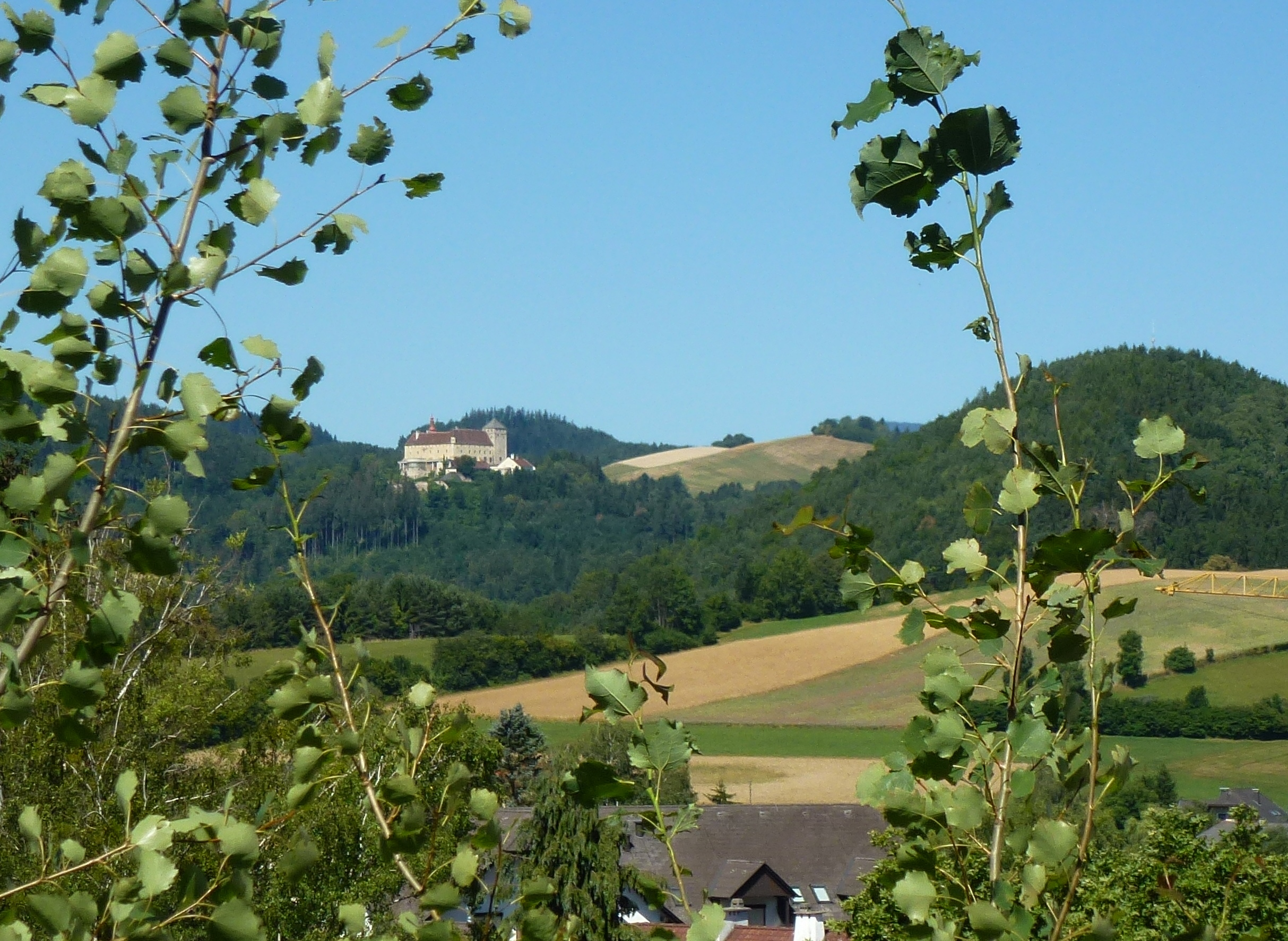
Schloss Krumbach, gesehen von Bad Schönau
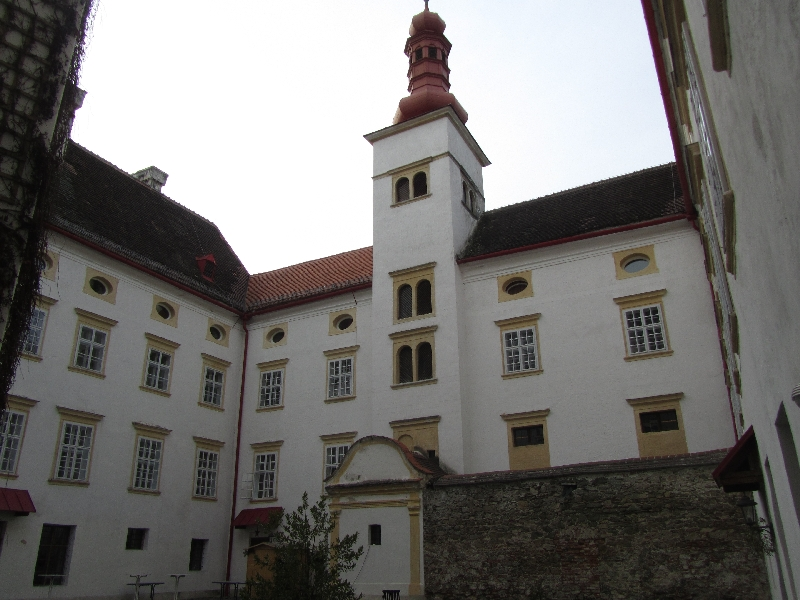
Schlosshof
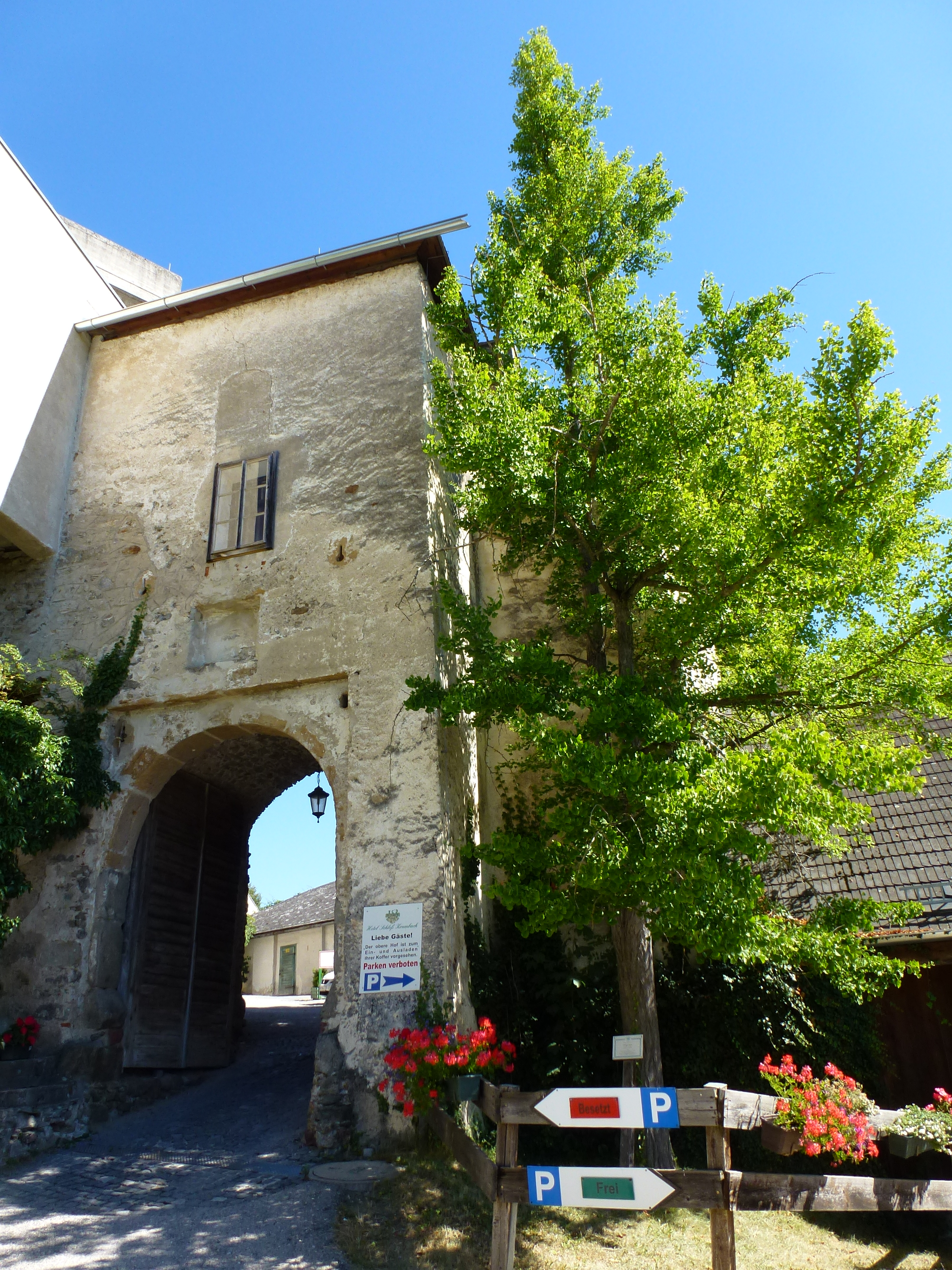
Schloss Krumbach, Ginkgobaum beim dritten Burgtor